# جوناس كالمان
جوناس كالمان (بالسويدية: Jonas Källman) مواليد 17 يوليو 1981 في فاكسيو، هو لاعب كرة يد سويدي يلعب كجناح أيسر. مثل منتخب السويد لكرة اليد. شارك في دورة الألعاب الأولمبية الصيفية سنة 2012.

## سجل المنافسة
شارك في البطولات التالية:
- بطولة العالم لكرة اليد للرجال 2015
- بطولة أوروبا لكرة اليد للرجال 2014
- بطولة أوروبا لكرة اليد للرجال 2016
- الألعاب الأولمبية الصيفية 2012

## الميداليات
| الميدالية | المسابقة                       |
| --------- | ------------------------------ |
| فضية      | الألعاب الأولمبية الصيفية 2012 |

## روابط خارجية
- جوناس كالمان على موقع الاتحاد الأوروبي لكرة اليد (الإنجليزية)
- جوناس كالمان على موقع أوليمبيديا (الإنجليزية)
- جوناس كالمان على موقع اللجنة الأولمبية السويدية (السويدية)